# ASCII-Art

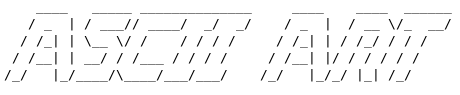
Styl „Oldskool” lub „Amiga”

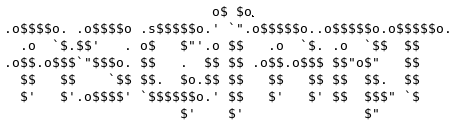
Styl „Newskool”

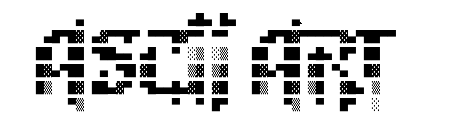
Styl „Block” lub „High ASCII” tzw. ANSI art

ASCII-Art – sposób tworzenia prostych rysunków w programach komputerowych, w których pracuje się z tekstem (np. edytory, programy pocztowe itp.). Rysunki te są układane za pomocą  znaków ASCII, stawianych na obszarze o stałej szerokości kolumn (stałej liczbie znaków w każdym wierszu) oraz o stałej wysokości znaków (o tym samym stopniu pisma). Ten sposób tworzenia grafiki, a raczej jej symbolizowania, nosi nazwę semigrafiki. Pierwotnie rysunki ASCII-Art tworzono w programach działających w trybie tekstowym. Z czasem zaczęto tworzyć je również w programach obsługujących graficzny interfejs użytkownika, wykorzystując fonty o stałym kroju pisma.
ASCII-Art były początkowo tworzone z myślą o wydrukowaniu ich na produkowanych wówczas jedynie drukarkach znakowych.
W XXI w. stosowane są również np. w sygnaturkach programów pocztowych.
Jednym z przykładów prostych ASCII-Art mogą być emotikony.
W programach w trybie tekstowym semigrafika ASCII-Art była ograniczona tylko do jednego koloru, stąd z czasem rozwinęła się również jej odmiana ANSI Art, umożliwiająca wybór innych kolorów dla znaków, atrybutów ich wyświetlania (jasności, migania), oraz umożliwiająca proste animacje na zasadzie ustalania kolejności pojawiania się znaków na ekranie monitora komputerowego, jednak nie jest to tak popularne jak zwykły ASCII-Art.

## Typy i style
W ASCII Art używane są różne techniki do otrzymania różnego efektu wizualnego:
- liniowa – do tworzenia kształtów
- bryłowa – do tworzenia wypełnionych kształtów
- cieniowana – do tworzenia różnych nasyceń symulujących gradienty lub kontrast

## Odtwarzacze
Odtwarzacz MPlayer posiada opcję przetwarzania obrazu odtwarzanego filmu na ASCII-Art w czasie rzeczywistym za pomocą wtyczek wyjściowych AAlib (ASCII-Art) i caca (Color ASCII-Art).

## Netykieta
W Sieci można znaleźć wiele przykładów ASCII-Art, które można wykorzystać do swoich celów (np. do wbudowania w sygnaturkę). W sytuacji, gdy uzyskanie zgody autora nie jest możliwe (albo autor nie jest znany), netykieta dopuszcza takie wykorzystanie, pod warunkiem nieusuwania z obrazka podpisu twórcy (dwie-trzy, rzadziej więcej liter wkomponowanych w obrazek).

## Przykłady
Trójkąt Penrose’a
| ____ ____ ____ ____ /\ \/\ \/\ \/\ \ / \___\ \___\ \___\ \___\ \ / __/_/ / / / / / \/_/\ \__/\/___/\/___/ / \___\ / \___\ \ / __/_ _\ / / \/_/\ \/\ \/___/ / \__/ \___\ \ / _\ / / \/_/\ \/___/ / \___\ \ / / \/___/ | ______________________ /\ \ / \ _________________\ \ \ \ / \ \ \__________ / \ \ \ / / / \ \ \ / / / \ \ \/ / / \ \ / / / \ \/ / / \ / / \ / / \ / / \/___/ |

Zebra
Logo Wikipedii
Godło Polski
| ▄ ▄ ▌▒█ ▄▀▒▌ ▌▒▒█ ▄▀▒▒▒▐ ▐▄█▒▒▀▀▀▀▄▄▄▀▒▒▒▒▒▐ ▄▄▀▒▒▒▒▒▒▒▒▒▒▒█▒▒▄█▒▐ ▄▀▒▒▒░░░▒▒▒░░░▒▒▒▀██▀▒▌ ▐▒▒▒▄▄▒▒▒▒▒▒▒▒▒▒▒▒▒▒▒▀▄▒▌ ▌░░▌█▀▒▒▒▒▒▄▀█▄▒▒▒▒▒▒▒█▒▐ ▐░░░▒▒▒▒▒▒▒▒▌██▀▒▒░░░▒▒▒▀▄▌ ▌░▒▒▒▒▒▒▒▒▒▒▒▒▒▒░░░░░░▒▒▒▒▌ ▌▒▒▒▄██▄▒▒▒▒▒▒▒▒░░░░░░░░▒▒▒▐ ▐▒▒▐▄█▄█▌▒▒▒▒▒▒▒▒▒▒░▒░▒░▒▒▒▒▌ ▐▒▒▐▀▐▀▒▒▒▒▒▒▒▒▒▒▒▒▒░▒░▒░▒▒▐ ▌▒▒▀▄▄▄▄▄▄▀▒▒▒▒▒▒▒░▒░▒░▒▒▒▌ ▐▒▒▒▒▒▒▒▒▒▒▒▒▒▒▒▒░▒░▒▒▄▒▒▐ ▀▄▒▒▒▒▒▒░▒▒▒▒▒▒▒▒░▒▄▒▒▒▒▌ ▄▀▒▒▒▒▒▒▒▒▒▒▒▒▒░▒░▒▄▒▒▒▒▌ ▐▒▒▒▒▒▒▒▒▒▒▒▒▒▒▒▒░▒░▒▒▄▒▐ ▀▄▒▒▒▒▒▒▒▒░▒▒▒▒▒░▒▒▄▒▒▒▒▌ ▀▄▒▒▒▒▒▒▒▒▒▒▒▒▒░▒░▒▄▒▒▒▒▌ ▄▀▒▒▒▒▒▒▒▒▒▒▒▒▒░▒░▒▄▒▒▒▒▌ ▐▒▒▒▒▒▒▒▒▒▒▒▒▒▒▒▒░▒░▒▒▄▒▐ ▀▄▒▒▒▒▒▒▒▒░▒▒▒▒▒░▒▒▄▒▒▒▒▌ ▀▄▒▒▒▒▒▒▒▒▒▒▒▒▒░▒░▒▄▒▒▒▒▌ ▄▀▒▒▒▒░▒▒▒▒▒▒▒▒▒▒░▒▄▒▒▒▒▌ ▐▒▒▒▒▒▒▒▒▒▒▒▒▒▒▒▒░▒░▒▒▄▒▐ ▀▄▒▒▒▒▒▒▒▒░▒▒▒▒▒░▒▒▄▒▒▒▒▌ ▀▄▒▒▒▒▒▒▒▒▒▒▒▒▒░▒░▒▄▒▒▒▒▌ ▄▀▒▒▒▒▒▒▒▒▒▒▒▒▒░▒░▒▄▒▒▒▒▌ ▐▒▒▒▒▒▒▒▒▒▒▒▒▒▒▒▒░▒░▒▒▄▒▐ ▀▄▒▒▒▒▒▒▒▒░▒▒▒▒▒░▒▒▄▒▒▒▒▌ ▀▄▒▒▒▒▒▒▒▒▒▒▒▒▒░▒░▒▄▒▒▒▒▌ ▄▀▒▒▒▒▒▒▒▒▒▒▒▒▒░▒░▒▄▒▒▒▒▌ ▐▒▒▒▒▒▒▒▒▒▒▒▒▒▒▒▒░▒░▒▒▄▒▐ ▀▄▒▒▒▒▒▒▒▒░▒▒▒▒▒░▒▒▄▒▒▒▒▌ |